# Richard Burbage

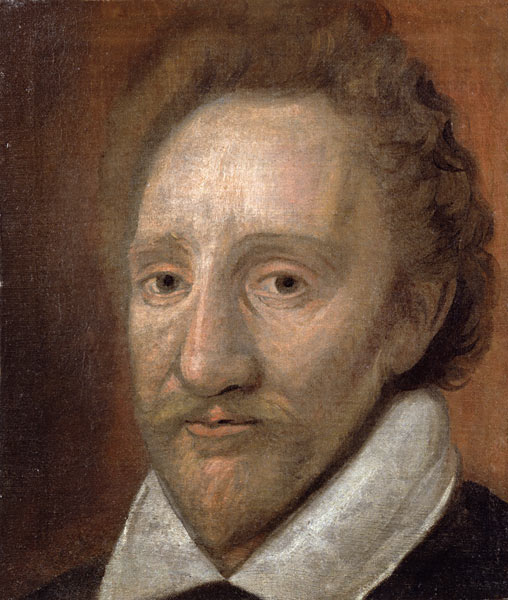
Unbekannter Künstler: Porträt Richard Burbage, Dulwich Picture Gallery, London

Richard Burbage (* um 1567; † 13. März  1619) oder Burbadge war ein englischer Schauspieler und Theaterbesitzer im Elisabethanischen Zeitalter.

## Leben
Richard Burbage entstammte einer Schauspielerfamilie und war bereits im Alter von 20 Jahren ein bekannter Darsteller. Sein Vater James Burbage (um 1531–1597) gehörte seit 1572 zur Schauspieltruppe der Leicester’s Men und errichtete 1576 unter der Schirmherrschaft des Earl of Leicester zusammen mit seinem Schwager John Brayne das erste öffentliche kommerzielle Theater The Theatre in England, an dem die Leicester’s Men spielten, und formte ab 1582 die Lord Hunsdon Company (Queen Elizabeth’s Men), die ab 1586 mit den Admiral’s Men zusammenarbeiteten. Über seine frühen Jahre sind nur wenige Unterlagen vorhanden; vieles im Folgenden ist spekulativ und nicht durchweg gesichert. Wahrscheinlich hat er ca. um 1590 bei den Admiral’s Men, 1592 bei den Lord Strange’s Men und 1593 bei den Earl of Pembroke’s Men Rollen gespielt.
Führend wurde er als Star der Theatergruppe Lord Chamberlain’s Men, der auch William Shakespeare angehörte, die 1603 nach Inthronisierung von Jakob I. in King’s Men umbenannt wurden. Obwohl die Admiral’s Men und die Strange’s Men 1590/91 am Hof gemeinsame Veranstaltungen darboten, wird vermutet, dass sie ansonsten unabhängig voneinander blieben, wobei die Admiral’s Men das Theatre und die Strange’s Men das Curtain Theatre zur Verfügung hatten. Burbage muss aber Einfluss auf beide Häuser gehabt haben, da er unabhängig für beide Gesellschaften spielte.
Nach dem Tod des Vaters 1597 übernahmen er und sein Bruder Cuthbert Burbage die beiden Theater der Familie, das Blackfriars Theatre und The Theatre, das später an einen anderen Ort auf der Südseite (Bankside) der Themse verlegt wurde und 1599 als neues Haus, das Globe Theatre, erstand. Ab 1608/09 mieteten und bespielten sie das bequemere, weil überdachte Blackfriars Theater, das allmählich das Globe Theatre als Hauptquartier ersetzte. Die Brüder Burbage, die in der Nähe des Globe Theatres (Halliwellstraße in Shoreditch) wohnten, arbeiteten zeitlebens eng zusammen.
Er war der Vater von mindestens acht Kindern und hörte bis zu seinem Tod 1619 nicht auf, aktiv als Schauspieler zu arbeiten. Nach seinem Tod heiratete seine Witwe Winifred Richard Robinson, ein Mitglied der King’s Men (Nachfolgename der Lord Chamberlain’s), der 3½ der sechzehn ihrer geerbten Anteile am Globe Theatre kontrollierte. Manche Experten glauben, dass das sogenannte Chandos-Porträt nicht William Shakespeare, sondern Richard Burbage darstellt; andere, dass er gar der Schöpfer des Bildes war. Neben der Schauspielerei trat er nämlich auch als Maler in Erscheinung. Bis 1987 galt ein Frauenbildnis in der Gemäldegalerie des Londoner Dulwich College als sein Werk; es wurde allerdings später als das Gemälde eines anonymen norditalienischen Malers identifiziert. Die Gemäldesammlung des Dulwich College enthält außerdem ein Porträt Burbages von unbekannter Hand.
Er war nicht so „geschäftstüchtig“ wie z. B. der damals berühmte Edward Alleyn oder William Shakespeare. Er soll seiner Witwe ca. 300 Pfund hinterlassen haben, deutlich weniger als Alleyns Besitzstand bzw. Shakespeares Vermächtnis bei seinem Tod 1616. Er wurde in der Kirche St. Leonard, Shoreditch, nahe dem The Theatre begraben. Sein Grab existiert nicht mehr. Später hat man für ihn und seinen Bruder eine Gedenkstätte errichtet. Ein unbekannter Dichter schrieb ihm A Funerall Elegye on the Death of the famous Actor Richard Burbedg who died on Saturday in Lent the 16 of March 1619.

## Bedeutung
Burbage war der führende Schauspieler seiner Zeit, er spielte die Titelrolle bei der Premiere vieler der bekannten Shakespeare-Dramen wie Hamlet, Othello, Richard III. und König Lear. Daneben trat er aber auch in Stücken anderer zeitgenössischer Autoren auf, wie denen von Ben Jonson (Titelrolle in Volpone und Subtle in The Alchemist), John Marston (The Malcontent), John Webster (The Duchess of Malfi), Beaumont & Fletcher (The Maid's Tragedy) und Christopher Marlowe.
Burbages Ausstrahlung und Wirkung als Schauspieler drückt sich in der enormen Zahl seiner Rollen in hunderten von Stücken seiner Zeit von 1580 bis 1610 aus. Sein größter schauspielerischer Kontrahent war der hünenhafte Edward Alleyn, der vor Shakespeare die großen Rollen in den erfolgreichen Aufführungen von Marlowes Tamburlaine und The Jew of Malta (Barabas) gespielt hat.

## Shakespeares Nachlass (Testament und First Folio)
Das wahrscheinlich im Januar 1616 verfasste Testament William Shakespeares, das bis März 1616 zu einem Teil (Seite 1) neugeschrieben und in den anderen Teilen nachträglich mit Zusätzen versehen wurde, bedenkt neben den Schauspielern Heminges und Condell auch seinen Kollegen Richard Burbage, der sich mit dem Geld einen Ring kaufen sollte. Shakespeare und Burbage erscheinen in den First Folio am Anfang der Liste der 26 „Principal actors“, von denen mindestens 24 (wahrscheinlich alle 26) Anteilhaber („sharer“) wurden. Die folgenden fünf Heminges, Phillips, William Kempe, Thomas Pope und George Bryan gehörten zu dieser Zeit Alleyns Theater-Gruppe an.